# Boeing X-50
Boeing X-50  — экспериментальный реактивный БПЛА.
Разработан усилиями подразделения беспилотных средств компании Boeing по заказу агентства DARPA, с оплатой каждой половины расходов на разработку. В 2003 году произвёл успешный испытательный полёт. Предназначен для проведения исследований. После ряда аварий, которые привели к крушению опытных прототипов, в агентстве DARPA прекратили финансирование программы.

## ЛТХ
- Длина: 5,39 м
- Размах крыла: 2,71 м
- Диаметр несущего винта: 3,66 м
- Высота: 1,98 м
- Пустой вес: 574 кг
- Полная масса: 645 кг